# Ökölvívás az 1976. évi nyári olimpiai játékokon
Az ökölvívás az 1976. évi nyári olimpiai játékokon tizenegy súlycsoportban zajlott. A szabályok értelmében a harmadik helyért nem kellett megmérkőzniük a versenyzőknek, mindkét elődöntő vesztese bronzérmet kapott. A legtechnikásabb ökölvívónak kiosztott Val Barker-díjat az amerikai Howard Davis kapta.

## Éremtáblázat
(Az egyes számoszlopok legmagasabb értéke illetve értékei vastagítással kiemelve.)
| Az 1976. évi nyári olimpiai játékok éremtáblázata ökölvívásban | Az 1976. évi nyári olimpiai játékok éremtáblázata ökölvívásban | Az 1976. évi nyári olimpiai játékok éremtáblázata ökölvívásban | Az 1976. évi nyári olimpiai játékok éremtáblázata ökölvívásban | Az 1976. évi nyári olimpiai játékok éremtáblázata ökölvívásban | Olimpia  |
| -------------------------------------------------------------- | -------------------------------------------------------------- | -------------------------------------------------------------- | -------------------------------------------------------------- | -------------------------------------------------------------- | -------- |
|                                                                | Ország                                                         | Arany                                                          | Ezüst                                                          | Bronz                                                          | Összesen |
| 1.                                                             | Egyesült Államok (USA)                                         | 5                                                              | 1                                                              | 1                                                              | 7        |
| 2.                                                             | Kuba (CUB)                                                     | 3                                                              | 3                                                              | 2                                                              | 8        |
| 3.                                                             | Észak-Korea (PRK)                                              | 1                                                              | 1                                                              | 0                                                              | 2        |
| 3.                                                             | NDK (GDR)                                                      | 1                                                              | 1                                                              | 0                                                              | 2        |
| 5.                                                             | Lengyelország (POL)                                            | 1                                                              | 0                                                              | 4                                                              | 5        |
|                                                                |                                                                |                                                                |                                                                |                                                                |          |
| 6.                                                             | Románia (ROU)                                                  | 0                                                              | 2                                                              | 3                                                              | 5        |
| 7.                                                             | Szovjetunió (URS)                                              | 0                                                              | 1                                                              | 4                                                              | 5        |
| 8.                                                             | Jugoszlávia (YUG)                                              | 0                                                              | 1                                                              | 1                                                              | 2        |
| 9.                                                             | Venezuela (VEN)                                                | 0                                                              | 1                                                              | 0                                                              | 1        |
|                                                                |                                                                |                                                                |                                                                |                                                                |          |
| 10.                                                            | Bermuda (BER)                                                  | 0                                                              | 0                                                              | 1                                                              | 1        |
| 10.                                                            | Bulgária (BUL)                                                 | 0                                                              | 0                                                              | 1                                                              | 1        |
| 10.                                                            | Mexikó (MEX)                                                   | 0                                                              | 0                                                              | 1                                                              | 1        |
| 10.                                                            | Nagy-Britannia (GBR)                                           | 0                                                              | 0                                                              | 1                                                              | 1        |
| 10.                                                            | NSZK (FRG)                                                     | 0                                                              | 0                                                              | 1                                                              | 1        |
| 10.                                                            | Puerto Rico (PUR)                                              | 0                                                              | 0                                                              | 1                                                              | 1        |
| 10.                                                            | Thaiföld (THA)                                                 | 0                                                              | 0                                                              | 1                                                              | 1        |
|                                                                |                                                                |                                                                |                                                                |                                                                |          |
| Összesen                                                       | Összesen                                                       | 11                                                             | 11                                                             | 22                                                             | 44       |

## Érmesek
| Az 1976. évi nyári olimpiai játékok érmesei ökölvívásban |                                               |                                              |                                          |
| Versenyszám                                              | Arany                                         | Ezüst                                        | Bronz                                    |
| Nehézsúly                                                | Teófilo Stevenson · Kuba (CUB)                | Mircea Simion · Románia (ROU)                | John Tate · Egyesült Államok (USA)       |
| Nehézsúly                                                | Teófilo Stevenson · Kuba (CUB)                | Mircea Simion · Románia (ROU)                | Clarence Hill · Bermuda (BER)            |
| Félnehézsúly                                             | Leon Spinks · Egyesült Államok (USA)          | Sixto Soria · Kuba (CUB)                     | Costică Dafinoiu · Románia (ROU)         |
| Félnehézsúly                                             | Leon Spinks · Egyesült Államok (USA)          | Sixto Soria · Kuba (CUB)                     | Janusz Gortat · Lengyelország (POL)      |
| Középsúly                                                | Michael Spinks · Egyesült Államok (USA)       | Rufat Riszkijev · Szovjetunió (URS)          | Alec Năstac · Románia (ROU)              |
| Középsúly                                                | Michael Spinks · Egyesült Államok (USA)       | Rufat Riszkijev · Szovjetunió (URS)          | Luis Felipe Martínez · Kuba (CUB)        |
| Nagyváltósúly                                            | Jerzy Rybicki · Lengyelország (POL)           | Tadija Kačar · Jugoszlávia (YUG)             | Rolando Garbey · Kuba (CUB)              |
| Nagyváltósúly                                            | Jerzy Rybicki · Lengyelország (POL)           | Tadija Kačar · Jugoszlávia (YUG)             | Viktor Szavcsenko · Szovjetunió (URS)    |
| Váltósúly                                                | Jochen Bachfeld · NDK (GDR)                   | Pedro José Gamarro · Venezuela (VEN)         | Reinhard Skricek · NSZK (FRG)            |
| Váltósúly                                                | Jochen Bachfeld · NDK (GDR)                   | Pedro José Gamarro · Venezuela (VEN)         | Victor Zilberman · Románia (ROU)         |
| Kisváltósúly                                             | Sugar Ray Leonard · Egyesült Államok (USA)    | Andrés Aldama · Kuba (CUB)                   | Vladimir Kolev · Bulgária (BUL)          |
| Kisváltósúly                                             | Sugar Ray Leonard · Egyesült Államok (USA)    | Andrés Aldama · Kuba (CUB)                   | Kazimierz Szczerba · Lengyelország (POL) |
| Könnyűsúly                                               | Howard Davis · Egyesült Államok (USA)         | Simion Cuţov · Románia (ROU)                 | Ace Ruszevszki · Jugoszlávia (YUG)       |
| Könnyűsúly                                               | Howard Davis · Egyesült Államok (USA)         | Simion Cuţov · Románia (ROU)                 | Vaszilij Szolomin · Szovjetunió (URS)    |
| Pehelysúly                                               | Ángel Herrera · Kuba (CUB)                    | Richard Nowakowski · NDK (GDR)               | Juan Paredes · Mexikó (MEX)              |
| Pehelysúly                                               | Ángel Herrera · Kuba (CUB)                    | Richard Nowakowski · NDK (GDR)               | Leszek Kosedowski · Lengyelország (POL)  |
| Harmatsúly                                               | Ku Jongdzso (Gu Yeong-jo) · Észak-Korea (PRK) | Charles Mooney · Egyesült Államok (USA)      | Patrick Cowdell · Nagy-Britannia (GBR)   |
| Harmatsúly                                               | Ku Jongdzso (Gu Yeong-jo) · Észak-Korea (PRK) | Charles Mooney · Egyesült Államok (USA)      | Viktor Ribakov · Szovjetunió (URS)       |
| Légsúly                                                  | Leo Randolph · Egyesült Államok (USA)         | Ramón Duvalón · Kuba (CUB)                   | Leszek Błażyński · Lengyelország (POL)   |
| Légsúly                                                  | Leo Randolph · Egyesült Államok (USA)         | Ramón Duvalón · Kuba (CUB)                   | Davit Toroszjan · Szovjetunió (URS)      |
| Papírsúly                                                | Jorge Hernández · Kuba (CUB)                  | Ri Bjonguk (Ri Byeonguk) · Észak-Korea (PRK) | Payao Poontarat · Thaiföld (THA)         |
| Papírsúly                                                | Jorge Hernández · Kuba (CUB)                  | Ri Bjonguk (Ri Byeonguk) · Észak-Korea (PRK) | Orlando Maldonado · Puerto Rico (PUR)    |